# Magnolia dealbata
Magnolia dealbata là một loài thực vật thuộc họ Magnoliaceae. Đây là loài đặc hữu của México.